# Monica Barendrecht
Monica Barendrecht (* 9. September 1953 in Rotterdam) ist eine deutsche Bibliothekarin und literarische Übersetzerin.

## Leben
Monica Barendrecht absolvierte ein Studium der Pädagogik und der Bibliothekswissenschaft. Sie lebt heute in Tübingen und ist tätig als Bibliothekarin an der dortigen Stadtbücherei. Daneben übersetzt sie, zusammen mit Thomas Charpey,  Belletristik aus dem Niederländischen ins Deutsche. 1996 erhielten Barendrecht und Charpey den Übersetzungspreis des Österreichischen Kinder- und Jugendbuchpreises für ihre Übersetzung des Werkes „Karotte, Maulwurf und die erste Liebe“ von Willem van Toorn.

## Werke
- Literatur von, über, für Frauen – „andere“ Mädchenbücher – Männeremanzipation, Tübingen 1987

## Übersetzungen
- René Appel: Gefangen in Kids City, Zürich 2000 (übersetzt zusammen mit Thomas Charpey)
- Paul Biegel: Nachts kommen sie, Zürich [u. a.] 1997 (übersetzt zusammen mit Thomas Charpey)
- Ria Blom: Wenn Babys häufig schreien, Stuttgart 2005 (übersetzt zusammen mit Thomas Charpey)
- Heide Boonen: Anna und Alexander, Zürich 2000 (übersetzt zusammen mit Thomas Charpey)
- Lieneke Dijkzeul: Die Hexe, die nie mehr zaubern wollte, Berlin 1996 (übersetzt zusammen mit Thomas Charpey)
- Lieneke Dijkzeul: Kurzschluß, Berlin 1999 (übersetzt zusammen mit Thomas Charpey)
- Bettie Elias: Der Klaudieb, Düsseldorf 1995 (übersetzt zusammen mit Thomas Charpey)
- Henny Fortuin: Das Geheimnis der Spinnenhexe, Stuttgart [u. a.] 2001 (übersetzt zusammen mit Thomas Charpey)
- Mireille Geus: Big, Stuttgart 2007 (übersetzt zusammen mit Thomas Charpey)
- Mireille Geus: Talent gesucht, Stuttgart 2009 (übersetzt zusammen mit Thomas Charpey)
- Annemarie van Haeringen: Die Prinzessin mit den langen Haaren, Wien 2000 (übersetzt zusammen mit Thomas Charpey)
- Caroline Hanken: Sebalds Reisen, Darmstadt 2003 (übersetzt zusammen mit Thomas Charpey)
- Frank Herzen: Die Reise des „Schwarzen Drachen“, Hamburg 1991 (übersetzt zusammen mit Thomas Charpey)
- Salomon Kroonenberg: Der lange Zyklus, Darmstadt 2008 (übersetzt zusammen mit Thomas Charpey)
- Elisabeth de Lestrieux: Gartenpracht in Töpfen und Kübeln, Hildesheim 1990 (übersetzt zusammen mit Thomas Charpey)
- Brigitte Minne: Bleib noch ein bisschen, Wien 1998 (übersetzt zusammen mit Thomas Charpey)
- Eva Raaff: Die Taragon-Saga, Stuttgart  (übersetzt zusammen mit Thomas Charpey)
  - Die Prophezeiung des Königs, 2007
  - Das vergessene Volk, 2008
- Claudia van der Sluis: Mein Vater ist ein Wolkenmann, Berlin 1999 (übersetzt zusammen mit Thomas Charpey)
- Everdien Tiggelaar: Origami, Hannover (übersetzt zusammen mit Thomas Charpey)
  - Blumen aus Papier, 1991
  - Geschenke kreativ verpacken, 1991
- Willem van Toorn: Karotte, Maulwurf und die erste Liebe, Mödling [u. a.] 1995 (übersetzt zusammen mit Thomas Charpey)
- Henri Van Daele: Tauben und Drachen, Zürich 2001 (übersetzt zusammen mit Thomas Charpey)
- Henri Van Daele: Vom Grizzly, der nicht schlafen wollte, Zürich 2004 (übersetzt zusammen mit Thomas Charpey)
- Gerda Van Erkel: Jasper sucht Margreet, Luzern [u. a.] 1997 (übersetzt zusammen mit Thomas Charpey)
- Paul Verrept: Du fehlst mir, Wien 2000 (übersetzt zusammen mit Thomas Charpey)
- Dick van Voorst: Kreatives Arbeiten mit Wellpappe, Hannover 1991 (übersetzt zusammen mit Thomas Charpey)
- Anke de Vries: Hoch soll ich leben!, Esslingen [u. a.] 1997 (übersetzt zusammen mit  Thomas Charpey)
- Dieuwke Winsemius: Die Fledermaus braucht Freunde, Berlin [u. a.] 1990
- Sabine Wisman: Ich bin ein Meermädchen (aber das ist ein Geheimnis), Stuttgart 2006 (übersetzt zusammen mit Thomas Charpey)
- Floortje Zwigtman: Wie Sonne und Mond, Zürich 2002 (übersetzt zusammen mit Thomas Charpey)